# Temple de la renommée de la FIA
Pour les articles homonymes, voir Temple de la renommée.
Le Temple de la renommée de la FIA (en anglais FIA Hall of Fame) est un temple de la renommée créé le 4 décembre 2017 par la Fédération internationale de l'automobile (FIA) afin d'honorer les pilotes, techniciens et ingénieurs qui se sont distingués en Formule 1, en endurance et en rallye.

## Liste intronisés

### Lauréats 2017 - Les Champions du Monde de Formule 1
| Nom                  | Nationalité      | Palmarès (non exhaustif) |
| -------------------- | ---------------- | --- |
| Fernando Alonso *    | Espagne          | 2x Champion du Monde de Formule 1 (2005, 2006) - Champion du Monde d'Endurance (2018-19) - Champion du Monde de Karting Junior (1996) - Coupe des nations (2001) - 24 Heures du Mans (2) (2018, 2019) - 24 Heures de Daytona (2019) |
| Mario Andretti       | États-Unis       | Champion du Monde de Formule 1 (1978) - Champion USAC / CART (4) (1965, 1966, 1969, 1984) - Daytona 500 (1967) - 12 Heures de Sebring (1967, 1970, 1972) - 500 miles d’Indianapolis (1969) - Pikes Peak International Hill Climb (1969) - 24 Heures de Daytona (1972) - IROC (1979)                                                                            |
| Alberto Ascari †     | Italie           | 2x Champion du Monde de Formule 1 (1952-1953) - Mille Miglia (1954) |
| Jack Brabham †       | Australie        | 3x Champion du Monde de Formule 1 (1959, 1960, 1966) - Fondateur de l'écurie Brabham Racing Organisation |
| Jenson Button *      | Royaume-Uni      | Champion du Monde de Formule 1 (2009) - Super GT (2018) - Fondateur de l'écurie JBXE |
| Jim Clark †          | Royaume-Uni      | 2x Champion du Monde de Formule 1 (1963, 1965) - 500 miles d’Indianapolis (1965) - Tasman Series (3) (1965, 1967, 1968) |
| Juan Manuel Fangio † | Argentine        | 5x Champion du Monde de Formule 1 (1951, 1954, 1955, 1956, 1957) - Carrera Panamericana (1953) - 12 Heures de Sebring (2) (1956, 1957) |
| Giuseppe Farina †    | Italie           | Champion du Monde de Formule 1 (1950) - 24 Heures de Spa (1953) |
| Emerson Fittipaldi   | Brésil           | 2x Champion du Monde de Formule 1 (1972, 1974) - Champion CART (1989) - 500 miles d’Indianapolis (2) (1989, 1993) |
| Mika Häkkinen *      | Finlande         | 2x Champion du Monde de Formule 1 (1998, 1999) |
| Lewis Hamilton *     | Royaume-Uni      | 7x Champion du Monde de Formule 1 (2008, 2014, 2015, 2017, 2018, 2019, 2020) - GP2 Series (2006) - Recordman du nombre de victoires, pole positions et podiums en Formule 1 - Fondateur de l'écurie X44 |
| Mike Hawthorn †      | Royaume-Uni      | Champion du Monde de Formule 1 (1958) - 24 Heures de Spa (1953) - 24 Heures du Mans (1955) - 12 Heures de Sebring (1955) |
| Damon Hill           | Royaume-Uni      | Champion du Monde de Formule 1 (1996) |
| Graham Hill †        | Royaume-Uni      | 2x Champion du Monde de Formule 1 (1962, 1968) - 500 miles d’Indianapolis (1966) - 24 Heures du Mans (1972) - Fondateur de l'écurie Embassy Hill |
| Phil Hill †          | États-Unis       | Champion du Monde de Formule 1 (1964) - 24 Heures du Mans (3) (1958, 1961, 1962) - 12 Heures de Sebring (3) (1958, 1959, 1961) - 24 Heures de Daytona (1964) |
| Denny Hulme †        | Nouvelle-Zélande | Champion du Monde de Formule 1 (1967) - Champion CanAm (2) (1968, 1970) |
| James Hunt †         | Royaume-Uni      | Champion du Monde de Formule 1 (1976) |
| Alan Jones           | Australie        | Champion du Monde de Formule 1 (1980) - Champion CanAm (1978) |
| Niki Lauda †         | Autriche         | 3x Champion du Monde de Formule 1 (1975, 1977, 1984) - 24 Heures du Nürburgring (1973) - Champion BMW M1 Procar (1979) |
| Nigel Mansell        | Royaume-Uni      | Champion du Monde de Formule 1 (1992) - Champion CART (1993) |
| Nelson Piquet        | Brésil           | 3x Champion du Monde de Formule 1 (1981, 1983, 1987) - Champion BMW M1 Procar (1980) |
| Alain Prost          | France           | 4x Champion du Monde de Formule 1 (1985, 1986, 1989, 1993) - Champion d'Europe de Karting Junior (1973) - Trophée Andross (2007, 2008, 2012) - Fondateur de l'écurie Prost Grand Prix |
| Kimi Räikkönen *     | Finlande         | Champion du Monde de Formule 1 (2007) |
| Jochen Rindt †       | Autriche         | Champion du Monde de Formule 1 (1970) - 24 Heures du Mans (1965) |
| Nico Rosberg         | Allemagne        | Champion du Monde de Formule 1 (2016) - GP2 Series (2005) - Fondateur de l'écurie RXR |
| Keke Rosberg         | Finlande         | Champion du Monde de Formule 1 (1982) - Fondateur de l'écurie Team Rosberg |
| Jody Scheckter       | Afrique du Sud   | Champion du Monde de Formule 1 (1979) |
| Ayrton Senna †       | Brésil           | 3x Champion du Monde de Formule 1 (1988, 1990, 1991) - Coupe du Monde de Formule 3 (1983) |
| Michael Schumacher   | Allemagne        | 7x Champion du Monde de Formule 1 (1994, 1995, 2000, 2001, 2002, 2003, 2004) - Coupe du Monde de Formule 3 (1990) - Coupe des nations (6) (2007, 2008, 2009, 2010, 2011, 2012) |
| Jackie Stewart       | Royaume-Uni      | 3x Champion du Monde de Formule 1 (1969, 1971, 1973) - Tasman Series (1966) - Fondateur de l'écurie Stewart Grand Prix |
| John Surtees †       | Royaume-Uni      | Champion du Monde de Formule 1 (1964) - 4x Champion du Monde de vitesse Moto 500 cm3 (1956, 1958, 1959, 1960) - 3x Champion du Monde de vitesse Moto 350 cm3 (1958, 1959, 1960) - Tourist Trophy de l'Île de Man (6) 500cc (1956, 1958, 1959, 1960) ; 300cc (1958, 1959) - 12 Heures de Sebring (1963) - Champion CanAm (1966) - Fondateur de l'écurie Surtees |
| Max Verstappen *     | Pays-Bas         | 4x Champion du Monde de Formule 1 (2021, 2022, 2023, 2024) - Champion du Monde de Karting - KZ (2013) |
| Sebastian Vettel     | Allemagne        | 4x Champion du Monde de Formule 1 (2010, 2011, 2012, 2013) - Coupe des nations (7) (2007, 2008, 2009, 2010, 2011, 2012, 2017) - Race of Champions (2015) |
| Jacques Villeneuve   | Canada           | Champion du Monde de Formule 1 (1997) - Champion CART (1995) - 500 miles d’Indianapolis (1995) |

### Lauréats 2018 - Les Champions du Monde de Rallye
| Nom               | Nationalité | Palmarès (non exhaustif) |
| ----------------- | ----------- | --- |
| Didier Auriol *   | France      | Champion du Monde des Rallyes (1994) - Race of Champions (4) (1993, 1994, 1996, 1999) |
| Massimo Biasion   | Italie      | 2x Champion du Monde des Rallyes (1988, 1989) - Champion d'Europe Rallyes (1983) |
| Stig Blomqvist    | Suède       | Champion du Monde des Rallyes (1984) - Race of Champions (2) (1989, 1990) |
| Richard Burns †   | Royaume-Uni | Champion du Monde des Rallyes (2001) |
| Marcus Grönholm   | Finlande    | 2x Champion du Monde des Rallyes (2000, 2002) - Race of Champions (2002) - Coupe nations (2006) |
| Juha Kankkunen    | Finlande    | 4x Champion du Monde des Rallyes (1986, 1987, 1991, 1993) - Rallye Dakar (1988) - 2x Race of Champions (1988, 1991) |
| Sébastien Loeb *  | France      | 9x Champion du Monde des Rallyes (2004, 2005, 2006, 2007, 2008, 2009, 2010, 2011, 2012) - Champion du Monde des Rallyes Junior (2001) - Race of Champions (4) (2003, 2005, 2008, 2022) - Coupe nations (2004) - Pikes Peak International Hill Climb (2013 - record de la course) - Champion Extreme-E (2022) - Recordman du nombre de victoires (80), de podiums (120) et de spéciales (927) en WRC - 3e du Championnat du Monde des Voitures de Tourisme (2014 et 2015) - 2e du Championnat du Monde des Rallyes-Raids (2022) - Fondateur de l'écurie Sébastien Loeb Racing |
| Tommi Mäkinen     | Finlande    | 4x Champion du Monde des Rallyes (1996, 1997, 1998, 1999) - Race of Champions (2000) - Coupe des nations (1999) |
| Colin McRae †     | Royaume-Uni | Champion du Monde des Rallyes (1995) - Race of Champions (1998) |
| Hannu Mikkola †   | Finlande    | Champion du Monde des Rallyes (1983) |
| Sébastien Ogier * | France      | 8x Champion du Monde des Rallyes (2013, 2014, 2015, 2016, 2017, 2018, 2020, 2021) - Champion du Monde des Rallyes Junior (2008) - Race of Champions (2011) |
| Walter Röhrl      | Allemagne   | 2x Champion du Monde des Rallyes (1980, 1982) - Champion d'Europe Rallyes (1974) - Champion d'Afrique Rallyes (1982) - Pikes Peak International Hill Climb (1987 - record de la course) |
| Carlos Sainz *    | Espagne     | 2x Champion du Monde des Rallyes (1990, 1992) - Champion d'Asie-Pacifique Rallyes (1990) - Race of Champions (1997) - Coupe du Monde Rallyes-Raid (2007) - Rallye Dakar (4) (2010, 2018, 2020, 2024) - Fondateur de l'écurie Acciona \| Sainz XE |
| Timo Salonen      | Finlande    | Champion du Monde des Rallyes (1985) - 2e de la Coupe du Monde des Rallyes Tout-terrain (1993) |
| Petter Solberg *  | Norvège     | Champion du Monde des Rallyes (2003) - 2x Champion du Monde de Rallycross (2014, 2015) - Coupe des nations (3) (2014, 2022, 2023) - Cofondateur de l'écurie PSRX |
| Ott Tänak *       | Estonie     | Champion du Monde des Rallyes (2019) |
| Ari Vatanen       | Finlande    | Champion du Monde des Rallyes (1981) - Rallye Dakar (4) (1987, 1989, 1990, 1991) - Pikes Peak International Hill Climb (1988 - record de la course) - Coupe du Monde Rallyes-Raid (1997) |
| Björn Waldegård † | Suède       | Champion du Monde des Rallyes (1979) |

### Lauréats 2019 - Les Champions du Monde d'Endurance
| Nom                  | Nationalité      | Palmarès (non exhaustif) |
| -------------------- | ---------------- | --- |
| Fernando Alonso *    | Espagne          | (Deuxième intronisation en tant que champion du monde d'Endurance). |
| Mauro Baldi          | Italie           | Champion du Monde des voitures de Sport (1990) - 24 Heures du Mans (1994) - 24 Heures de Daytona (2) (1998, 2002) - 12 Heures de Sebring (1998) |
| Earl Bamber *        | Nouvelle-Zélande | Champion du Monde d'Endurance (2017) - Porsche Supercup (2014) - 24 Heures du Mans (2) (2015, 2017) |
| Derek Bell           | Royaume-Uni      | 2x Champion du Monde des voitures de Sport (1985, 1986) - 24 Heures du Mans (5) (1975, 1981, 1982, 1986, 1987) - 24 Heures de Daytona (3) (1986, 1987, 1989) |
| Stefan Bellof †      | Allemagne        | Champion du Monde des voitures de Sport (1984) - Deutsche Rennsport Meisterschaft (1984) |
| Timo Bernhard        | Allemagne        | 2x Champion du Monde d'Endurance (2015, 2017) - 24 Heures de Daytona (2003) - 24 Heures du Nürburgring (5) (2006, 2007, 2008, 2009, 2011) - 12 Heures de Sebring (2008) - 24 Heures du Mans (2) (2010, 2017) - Coupe nations (2018) - Record du tour complet de la Nordschleife (5:19.546) |
| Raul Boesel          | Brésil           | Champion du Monde des voitures de Sport (1987) - 24 Heures de Daytona (1988) |
| Martin Brundle       | Royaume-Uni      | Champion du Monde des voitures de Sport (1988) - 24 Heures de Daytona (1988) - 24 Heures du Mans (1990) |
| Sébastien Buemi *    | Suisse           | 4x Champion du Monde d'Endurance (2014, 2018-19, 2022, 2023) - Champion de Formule E (2016) - 24 Heures du Mans (4) (2018, 2019, 2020, 2022) - Recordman de victoires en WEC (26) et Formule E (13) |
| Mike Conway *        | Royaume-Uni      | 2x Champion du Monde d'Endurance (2020, 2021) - Coupe du Monde de Formule 3 (2006) - 24 Heures du Mans (2021) |
| Yannick Dalmas       | France           | Champion du Monde d'Endurance (1992) - 24 Heures du Mans (4) (1992, 1994, 1995, 1999) - 12 Heures de Sebring (1997) - 3e du Championnat FIA GT (1998) |
| Anthony Davidson     | Royaume-Uni      | Champion du Monde d'Endurance (2014) - 12 Heures de Sebring (2010) |
| Romain Dumas *       | France           | Champion du Monde d'Endurance (2016) - 24 Heures de Spa (2) (2003, 2010) - 24 Heures du Nürburgring (4) (2007, 2008, 2009, 2011) - 12 Heures de Sebring (2008) - 24 Heures du Mans (2) (2010, 2016) - Pikes Peak International Hill Climb (5) (2014, 2016, 2017, 2018, 2024 ; record absolu : 7 min 57 s 148) |
| Loïc Duval *         | France           | Champion du Monde d'Endurance (2013) - Super Formula (2009) - Super GT (2010) - 12 Heures de Sebring (2) (2011, 2021) - 24 Heures du Mans (2013) |
| Teo Fabi             | Italie           | Champion du Monde des voitures de Sport (1991) |
| Marcel Fässler       | Suisse           | Champion du Monde d'Endurance (2012) - 24 Heures du Mans (3) (2011, 2012, 2014) - 12 Heures de Sebring (2013) |
| Bob Garretson        | Royaume-Uni      | Champion du Monde des voitures de Sport (1981) - 12 Heures de Sebring (1978) - 24 Heures de Daytona (1981) |
| Brendon Hartley *    | Nouvelle-Zélande | 4x Champion du Monde d'Endurance (2015, 2017, 2022, 2023) - 24 Heures du Mans (3) (2017, 2020, 2022) |
| Jacky Ickx           | Belgique         | 2x Champion du Monde des voitures de Sport (1982, 1983) - Champion d'Europe de Tourisme (1965) - 24 Heures de Spa (1956) - Champion d'Europe de Formule 2 (1967) - 24 Heures du Mans (6) (1969, 1975, 1976, 1977, 1981, 1982) - 24 Heures de Daytona (1972) - Bathurst 1000 (1977) - Champion CanAm (1979) - Rallye Dakar (1983) - Recordman de victoires en WSC (37) - 2e du Championnat du Monde de Formule 1 (1969 et 1970) |
| Neel Jani *          | Suisse           | Champion du Monde d'Endurance (2016) - A1 Grand Prix (2007-08) - 24 Heures du Mans (2016) - 2e du Championnat du Monde d'Endurance GT (2021) |
| Kamui Kobayashi *    | Japon            | 2x Champion du Monde d'Endurance (2020, 2021) - 24 Heures du Mans (2021) - 24 Heures de Daytona (2) (2019, 2020) |
| Tom Kristensen *     | Danemark         | Champion du Monde d'Endurance (2013) - 24 Heures du Mans (9) (1997, 2000, 2001, 2002, 2003, 2004, 2005, 2008, 2013) - 12 Heures de Sebring (6) (1999, 2000, 2005, 2006, 2009, 2012) - Coupe des nations (3) (2005, 2014, 2019) |
| Marc Lieb            | Allemagne        | Champion du Monde d'Endurance (2016) - Champion FIA GT2 (2) (2003, 2005) - 24 Heures du Nürburgring (4) (2007, 2008, 2009, 2011) - 24 Heures du Mans (2016) |
| José María López *   | Argentine        | 2x Champion du Monde d'Endurance (2020, 2021) - 3x Champion du Monde des voitures de Tourisme (2014, 2015, 2016) - 24 Heures du Mans (2021) - 24 Heures de Daytona (2) (2019, 2020) - Guia Race Macau (2014) |
| André Lotterer *     | Allemagne        | 2x Champion du Monde d'Endurance (2012, 2024) - Super GT (2) (2006, 2009) - Super Formula (2011) - 24 Heures du Mans (3) (2011, 2012, 2014) |
| Allan McNish         | Royaume-Uni      | Champion du Monde d'Endurance (2013) - 24 Heures du Mans (3) (1998, 2008, 2013) - 12 Heures de Sebring (4) (2004, 2006, 2009, 2012) - 3e du Championnat FIA GT (1998) |
| Kazuki Nakajima      | Japon            | Champion du Monde d'Endurance (2018-19) - Super Formula (2) (2012, 2014) - 24 Heures du Mans (3) (2018, 2019, 2020) |
| Jean-Louis Schlesser | France           | 2x Champion du Monde des voitures de Sport (1989, 1990) - Coupe du Monde Rallyes-Raid (5) (1998, 1999, 2000, 2001, 2002) - Rallye Dakar (2) (1999, 2000) - Fondateur de l'écurie Schlesser |
| Hans-Joachim Stuck   | Allemagne        | Champion du Monde des voitures de Sport (1985) - 24 Heures du Nürburgring (3) (1970, 1998, 2004) - Deutsche Rennsport Meisterschaft (1972) - 24 Heures de Spa (1972) - 12 Heures de Sebring (3) (1975, 1986, 1988) - 24 Heures du Mans (2) (1986, 1987) - Deutsche Tourenwagen Meisterschaft (1990) - Guia Race Macau (2) (1980, 1983)                                                                                         |
| Benoît Tréluyer      | France           | Champion du Monde d'Endurance (2012) - Super Formula (2006) - Super GT (2008) - 24 Heures du Mans (3) (2011, 2012, 2014) - 12 Heures de Sebring (2013) |
| Derek Warwick        | Royaume-Uni      | Champion du Monde des voitures de Sport (1992) - 24 Heures du Mans (1992) |
| Mark Webber          | Australie        | Champion du Monde d'Endurance (2015) - 2e du championnat FIA GT (1998) - 3e du Championnat du Monde de Formule 1 (2010, 2012 et 2013) |

[*] Pilotes toujours en activité à ce jour.
[†] Pilotes décédés.